# District de Zhangwan
Le district de Zhangwan (张湾区 ; pinyin : Zhāngwān Qū) est une subdivision administrative de la province du Hubei en Chine. Il est placé sous la juridiction de la ville-préfecture de Shiyan.